# Сент-Бёв, Шарль Огюстен де
Шарль Огюсте́н де Сент-Бёв (фр. Charles Augustin de Sainte-Beuve; 23 декабря 1804, Булонь-сюр-Мер — 13 октября 1869, Париж) — французский литературовед и литературный критик, заметная фигура литературного романтизма, создатель собственного метода, который в дальнейшем был назван «биографическим». Публиковал также поэзию и прозу. Главные произведения Сент-Бёва — несколько циклов литературных портретов, книга «Жизнь, стихотворения и мысли Жозефа Делорма», роман «Сладострастие».

## Биография и творчество
Родился в Булонь-сюр-Мер в семье инспектора налогового ведомства, который умер незадолго до его рождения. Воспитанием единственного сына занималась его мать, которая определила его в местный пансион Блерио (Blériot), где основное внимание уделяли гуманитарному воспитанию и наукам. В 1818 году переехал в Париж для продолжения образования; учился в пансионе Ландри, который в 1821 году получил название коллеж Бурбон, по классам риторики и философии. На выпускном конкурсе (фр. Concours général) он получил первую премию за написанное на латинском языке стихотворение «Пётр Великий посещает Сорбонну». По окончании коллежа, в 1824 году Сент-Бёв начал сотрудничать в литературной газете «Глоб» (фр. Le Globe), которая была создана как публичный орган группы так называемых доктринёров, придерживавшихся принципов буржуазного либерализма. Издание уделяло значительное внимание литературной критике. В середине 1820-х напечатал на страницах газеты ряд рецензий.
В 1828 году написал очерк «Исторический и критический обзор французской поэзии и театра XVI века», где обосновал правомерность литературного новаторства романтиков. Фактически именно Сент-Бёву принадлежит заслуга реабилитации поэзии французского Ренессанса (Ронсар, Дюбелле) после долгого забвения. Сент-Бёв — автор книги «Жизнь, стихотворения и мысли Жозефа Делорма» (1829), неровной по своим художественным достоинствам, но удачно отразившей характерное для своего времени умонастроение; Жозеф Делорм перекликается с гётевским Вертером. Написанный в период любовной связи автора с Адель Гюго роман «Сладострастие» (1831) заключает в себе немало автобиографических элементов. Считается, что Бальзак в романе «Лилия долины» вдохновлялся «Сладострастием». Самые известные из сочинений Сент-Бёва — несколько циклов его литературных портретов (1830-е — 1840-е годы). По мнению Г. В. Плеханова, «литературные взгляды Сент-Бева были во многих отношениях близки ко взглядам Белинского, также он дружил с французской писательницей графиней Аделаидой-Марией-Эмилией Сузой. Для него, как и для нашего критика, литература была выражением народного самосознания».

## Сочинения
- Сент-Бёв Ш. Литературные портреты. Критические очерки. М.: Художественная литература, 1970.
- Сент-Бёв Ш. Жизнь, стихотворения и мысли Жозефа Делорма. Л.: Наука, 1986. («Литературные памятники»).
- Poésies complètes. P., 1840.
- Sainte-Beuve Ch. Oeuvres. T. 1-2. P. : Flammarion, 1950 (Bibliothèque de la Pléiade).
- Sainte-Beuve Ch. Port-Royal. T. 1-2. P.: Flammarion, 1954 (Bibliothèque de la Pléiade).
- Sainte-Beuve Ch. Mes poisons. P. : Plasma, 1980.
- Sainte-Beuve Ch. Panorama de la littérature française: de Marguerite de Navarre aux frères Goncourt : portraits et causeries. Textes présentés, choisis et annotés par Michel Brix. P. : Librairie générale française, 2004.
- Sainte-Beuve Ch. Portraits contemporains. Édition établie, préfacée et annotée par Michel Brix Paris : Presses de l’Université Paris-Sorbonne, 2008.
- Sainte-Beuve Ch. Lettres retrouvées. I, 1823—1859. II, 1860—1869. Recueillies, classées et annotées par Alain Bonnerot. P. : H. Champion, 2006.
- Sainte-Beuve Ch. Le Cahier brun, 1847—1868. Texte établi, présenté et annoté par Patrick Labarthe. Genève : Droz, 2017.

## Критические работы
- Бальзамо М. Сент-Бев и французская революция: право быть нейтральным / Пер. В. Мильчиной // Новое литературное обозрение. — 1995. — № 13. — С. 326—337.
- Жданов В. Н. Метод Сент-Бева как историка французской литературы . Дисс. на соиск. учен. степени канд. филол. наук. — М.: Изд-во Моск. ун-та, 1978.
- Морозов П. О. Пушкин и Сент-Бев. Петроград: Сириус, 1915.
- Обломиевский Д. Д. Сент-Бёв — поэт // Французский романтизм. М.: Гослитиздат, 1947. С. 177—188.
- Марсель Пруст. Против Сент-Бева
- Симонова Л. А. Французский личный роман: автор/герой (Шатобриан, Констан, Сент-Бёв, Бальзак). М. : Буки Веди, 2013.
- Трыков В. П. Французский литературный портрет XIX века
- Шафаренко И. Я. Шарль Сент-Бев и его литературный двойник // Сент-Бёв Ш. О. Жизнь, стихотворения и мысли Жозефа Делорма. Л., 1986. С. 279—349.
- Billy A.[англ.] Sainte-Beuve. Sa vie et son temps. P.: Flammarion, 1952. 2 vol.
- Crépu, Michel. Sainte-Beuve : portrait d’un sceptique. P.: Perrin, 2001.
- Mirecourt, Eugène de. Sainte-Beuve. P.: G. Havard, 1855.